# Star Wars: Clone Wars
Star Wars: Clone Wars è una serie televisiva animata statunitense prodotta e diretta da Genndy Tartakovsky, ambientata nell'universo di Guerre stellari. Trasmessa tra i film L'attacco dei cloni e La vendetta dei Sith, è la prima di molte opere della saga a esplorare il conflitto noto come guerre dei cloni, e conduce direttamente agli eventi de La vendetta dei Sith. Prodotta dai Cartoon Network Studios in associazione con la Lucasfilm, la serie fu trasmessa su Cartoon Network per tre stagioni comprensive di 25 episodi dal 2003 al 2005, e fu la prima serie televisiva di Guerre stellari dopo Ewoks del 1986. 
La serie segue le azioni di vari personaggi della trilogia prequel, in particolare Anakin Skywalker, Obi-Wan Kenobi, Mace Windu, Yoda e altri cavalieri Jedi, così come i clone trooper, nella loro guerra contro le armate di droidi da battaglia dei Separatisti e i Sith. Pur non essendo parte del canone ufficiale, la serie introdusse al grande pubblico molti personaggi poi inclusi in esso: in particolare Asajj Ventress, i soldati ARC, e il Generale Grievous, alla prima apparizione.
Le prime due stagioni consistono in venti episodi da tre minuti ognuno, mentre la terza in cinque episodi tra i dodici e i quindici minuti di durata. La serie fu poi distribuita in home video sotto forma di due lungometraggi. Clone Wars ha ricevuto il plauso della critica e ha vinto numerosi premi, tra cui il Primetime Emmy Award al miglior programma di animazione per tutte e tre le stagioni.

## Trama

### Prima stagione
Quattro mesi dopo la battaglia di Geonosis, le guerre dei cloni dilagano in tutta la galassia. A Obi-Wan Kenobi viene dato il compito di guidare l'assalto su Muunilinst, sede del Clan Bancario Intergalattico che finanzia la Confederazione dei Sistemi Indipendenti che desiderano staccarsi dalla Repubblica Galattica. Il suo apprendista Anakin Skywalker è personalmente incaricato dal Cancelliere Supremo Palpatine (alter ego segreto del Signore dei Sith Darth Sidious) di condurre le forze spaziali. Una volta che le truppe sono arrivate su Muunilinst, il capitano Fordo conduce all'assalto i soldati ARC (Advanced Recon Commando). Obi-Wan deve invece vedersela con il cacciatore di taglie Durge e i suoi potere rigenerativi, riuscendo infine a disintegrarlo e a vincere la battaglia. Nel frattempo, il leader separatista Conte Dooku prende la Jedi Oscura Asajj Ventress come sua apprendista e la manda ad uccidere Anakin, che intanto ha vinto la battaglia spaziale sopra Muunilinst. Durante lo scontro su Muunilinst, il Jedi anfibio Kit Fisto viene inviato coi suoi soldati SCUBA su Mon Calamari per difendere il consiglio calamari dall'esercito dei droidi sottomarini della lega isolazionista dei quarren. I mon calamari, a cavallo dei loro keelkana giganti, aiutano Fisto e le forze della Repubblica ad uscire vittoriosi dalla battaglia.

### Seconda stagione
Mentre è ancora nello spazio sopra Muunilinst, Anakin viene intercettato da Ventress e, disobbedendo agli ordini di Obi-Wan, la insegue nell'iperspazio arrivando su Yavin IV. Obi-Wan invia allora una squadra di cloni sul pianeta, ma vengono tutti uccisi da Ventress. La donna duella quindi con Anakin conducendolo attraverso le giungle di Yavin IV fino a un antico tempio massassi un tempo dimora di Exar Kun. Messo alle strette da Ventress, Anakin cede al lato oscuro e la spinge giù da un precipizio. Nel frattempo, su Dantooine, Mace Windu guida i cloni in una battaglia contro i droidi separatisti e il loro carro sismico, finendo per distruggere tutti i droidi a mani nude dopo aver perso la sua spada laser. Su Ilum, invece, il sacro tempio Jedi viene attaccato da droidi camaleonte proprio mentre come la padawan Barriss Offee sta completando il suo addestramento con Luminara Unduli, e le due rimangono intrappolate nel tempio. Il maestro Yoda, viaggiando a bordo della nave della senatrice Padmé Amidala, convince il capitano Typho a fare una deviazione su Ilum per salvare le due Jedi. Su Hypori, il formidabile Generale Grievous si scontra con gli Jedi Ki-Adi-Mundi, Shaak Ti, Aayla Secura, K'Kruhk, Tarr Seirr, Daakman Barrek e Sha'A Gi, uccidendo gli ultimi tre.

### Terza stagione
Il capitano Fordo e i suoi soldati ARC salvano Ki-Adi-Mundi, Aayla Secura e Shaak Ti da Grievous. Il generale rivendica sempre più vittorie per i separatisti, e la Repubblica ha bisogno di più cavalieri Jedi. Dopo molta considerazione, il consiglio Jedi decide di promuovere Anakin a cavaliere. Sei mesi dopo, Anakin è diventato un potente cavaliere Jedi e ha aiutato la Repubblica in svariate battaglie. Durante il resto della guerra, Anakin e Obi-Wan vengono assegnati a trovare Grievous sul pianeta Nelvaan, ma finiscono invece per liberare un gruppo di nelvaaniani che erano stati ridotti in schiavitù e mutati dalla Tecno Unione. Mentre salva i guerrieri nelvaaniani, Anakin ha una visione criptica sulla sua trasformazione in Dart Fener. Nel frattempo Grievous guida un assalto a Coruscant e, nonostante gli sforzi di Yoda, Windu, Shaak Ti e altri, rapisce Palpatine per il suo maestro Dooku. Informati dei fatti, Anakin e Obi-Wan si avviano a salvare il cancelliere.

## Episodi
| Stagione         | Episodi | Prima TV |
| ---------------- | ------- | -------- |
| Prima stagione   | 10      | 2003     |
| Seconda stagione | 10      | 2004     |
| Terza stagione   | 5       | 2005     |

## Personaggi

### Personaggi principali
- Anakin Skywalker (stagioni 1-3), voce originale di Mat Lucas, italiana di Francesco Pezzulli.
È uno dei protagonisti della serie. Nelle prime due stagioni è il Padawan di Obi-Wan Kenobi, molto impulsivo e poco incline a rispettare le regole. Sul finire della seconda stagione, duellerà con la sicaria di Dooku Asajj Ventress uscendo vincitore. Nel primo episodio della terza stagione viene nominato Cavaliere Jedi e nel giro di poco tempo diventa noto per le sue imprese in battaglia insieme al maestro ed amico Obi-Wan. Verso la fine della terza stagione, affronta su Nilvaan la prova del guerriero.
- Obi-Wan Kenobi (stagioni 1-3), voce originale di James Arnold Taylor, italiana di Francesco Bulckaen.
È uno dei protagonisti della serie. È il maestro di Anakin Skywalker, oltre che un eroe delle guerre dei cloni. Inizialmente ha un rapporto conflittuale con il suo Padawan a causa della sua impulsività, ma in seguito diventeranno grandi amici ed eroi di guerra. Durante la battaglia di Muunilinst, riesce a sconfiggere il cacciatore di taglie Durge.
- Yoda (stagioni 1-3), voce originale di Tom Kane, italiana di Ambrogio Colombo.
È il saggio e potente Gran Maestro dell'Ordine Jedi. Insieme alla senatrice Padmé Amidala, si reca in missione di salvataggio su Ilum in soccorso di Luminara Unduli e della sua Padawan. Sarà proprio lui a decidere di promuovere a Cavaliere Jedi Anakin. Sul finire della serie, si renderà protagonista della battaglia di Coruscant.
- Padmé Amidala (stagioni 1-3), voce originale di Grey DeLisle, italiana di Federica De Bortoli.
 È la senatrice di Naboo nel Senato Galattico e la moglie segreta di Anakin Skywalker. Nella seconda stagione, si reca in missione di salvataggio su Ilum insieme a Yoda, il suo droide C-3PO e il Capitano Typho.
- Mace Windu (stagioni 1-3), voce originale di Terrence Carson, italiana di Enrico Di Troia.
È uno dei più grandi Jedi dell'Ordine, nonché un eroe delle guerre dei cloni. Tra le sue gesta eroiche, viene ricordata la vittoria ottenuta su Dantooine, dove riesce a distruggere da solo una moltitudine di droidi da battaglia. Durante la battaglia di Coruscant, non farà in tempo a salvare il cancelliere Palpatine da Grievous, ma riuscirà a distruggere gli organi interni del droide.

### Personaggi secondari
- Conte Dooku / Darth Tyranus (stagioni 1-3), voce originale di Corey Burton, italiana di Edoardo Nordio.
È un Signore Oscuro dei Sith, allievo di Darth Sidious. È a capo della Confederazione dei Sistemi Indipendenti, anche se è a conoscenza del piano per porre fine alla Repubblica. Nel corso della serie, avrà due sicari: dapprima Ventress (che però verrà sconfitta da Anakin su Yavin IV) mentre in seguito il generale Grievous, che verrà addestrato nelle vie dei Jedi da Dooku in persona.
- Palpatine / Darth Sidious (stagioni 1; 3), voce originale di Nick Jameson, italiana di Carlo Reali.
È il cancelliere della Repubblica Galattica. All'apparenza sembra un uomo affabile e premuroso, ma in realtà è il malvagio Signore Oscuro dei Sith Darth Sidious, il quale pianifica l'annientamento dell'Ordine Jedi e della Repubblica.
- Asajj Ventress (stagioni 1-2), voce originale di Grey DeLisle, italiana di Roberta Gasparetti.
È una donna sensibile alla Forza, che viene scelta da Dooku come suo sicario. Nella prima stagione, Sidious le ordina di trovare e uccidere Anakin. I due ingaggiano quindi un duello su Yavin IV e, nel penultimo capitolo della seconda stagione, viene sconfitta dal Jedi.
- Generale Grievous (stagioni 2-3), voce originale di Richard McGonagle, italiana di Giorgio Favretto.
È il generale a capo dell'armata dei droidi Separatisti. Fa la prima apparizione nell'ultimo episodio della seconda stagione, sul pianeta di Hypori, dove riesce a sconfiggere alcuni Jedi. Nella terza stagione, durante la battaglia di Coruscant, riuscirà nel rapimento del cancelliere Palpatine rimanendo però gravemente danneggiato.

## Produzione

### Concezione

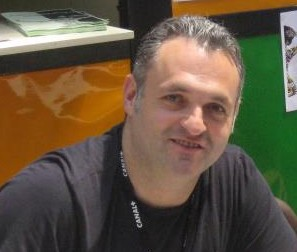
Il regista e produttore della serie Genndy Tartakovsky.

Nel 2002 George Lucas aveva da poco completato L'attacco dei cloni, in cui scoppia il conflitto denominato guerre dei cloni, e si mise al lavoro sul capitolo successivo, ambientato alla fine di tale guerra galattica. Il regista volle colmare questo vuoto con una serie che, secondo i suoi progetti, avrebbe dovuto raccontare le battaglie svolte da entrambe le fazioni. L'autore aveva già tentato diversi esperimenti televisivi, come Droids Adventures e Ewoks, ma erano entrambi falliti. Decise allora di affidarsi a Genndy Tartakovsky, creatore de Il laboratorio di Dexter e della serie vincitrice di un Emmy Samurai Jack, che Lucas stesso aveva apprezzato, in quanto lo show era riuscito a coniugare due generi diversi tra di loro: i samurai e la fantascienza.
Mentre Tartakovsky era al lavoro con Samurai Jack è stato scelto dalla Lucasfilm, che gli chiese di produrre una serie di cortometraggi di un minuto. Questi accettò, ma a patto che la durata degli episodi potesse essere estesa a 3-5 minuti. Tartakovsky ha lanciato lo spettacolo come se fosse Band of Brothers, in cui gli episodi mostrano diverse battaglie e strategie durante le guerre dei cloni. Dopo che Lucasfilm e Cartoon Network hanno approvato l'idea, Tartakovsky ha prodotto venti episodi di tre minuti. Secondo il regista, la Lucasfilm si è interessata alla serie perché le action-figure basate sui film della trilogia prequel avevano venduto meno del previsto.

### Sviluppo
Tartakovsky, amante dell'animazione in 2D, sviluppò la serie in animazione tradizionale e preparò lui stesso gli storyboard e il design di alcuni personaggi. Nel crearli graficamente, evitò di ricalcare la faccia degli attori che li interpretavano nei film, ma piuttosto di catturarne l'essenza e di stilizzarli fino quasi all'esagerazione. Le scene nello spazio, però, furono realizzate al computer, in quanto le animazioni di astronavi in 2D risultavano estremamente complicate. La storia fu sviluppata seguendo le direttive di Lucas, e per il personaggio di Asajj Ventress venne utilizzato il design scartato dell'apprendista di Palpatine (che era poi diventato Dooku). La produzione avvenne senza intoppi per le prime due stagioni: negli episodi finali, però, si presentò un problema. Il personaggio di Grievous, infatti, sarebbe dovuto apparire nel film e gli animatori avrebbero dovuto prima aspettare il design approvato dallo stesso Lucas che, per non far ristagnare la produzione dei cartoni, diede delle indicazioni generali (per questo nella serie, Grievous si muove in modo diverso e non usa le due braccia supplementari).
Tartakovsky, infine, inserì alcune citazioni riguardanti lo studio di animazione canadese Nelvana, che aveva prodotto tutte le precedenti serie animate legate a Guerre stellari e allo spezzone animato dello special televisivo The Star Wars Holiday Special (che ha segnato l'infanzia del regista), come il fatto che C-3PO muova gli occhi e che uno dei pianeti presente nello show si chiami Nelvaan. Nel Capitolo 21 compare un individuo di razza Dulok, una specie introdotta nella serie Ewok. Secondo il direttore artistico Paul Rudish, il pianeta del clan bancario Muunilinst è stato progettato per assomigliare a una banconota da un dollaro statunitense.
Il canale Cartoon Network ha tenuto un sondaggio per determinare quale Jedi fra tre candidati poteva essere introdotto nella serie. Le tre scelte erano Roron Corobb, Voolvif Monn, e Foul Moudama. Voolvif Monn vinse la votazione ed è stato così introdotto nel Capitolo 20. Le altre due scelte, Roron Corobb e Fallo Moudama, sono state comunque introdotte successivamente ricoprendo un ruolo più importante di quello di Monn. Anche inizialmente era prevista la messa in onda di due sole stagioni, il successo della serie ha portato la produzione alla creazione di una terza stagione composta da cinque episodi di dodici-quindici minuti.

### Continuity
Clone Wars avrebbe dovuto funzionare come episodio pilota di un'ora e mezzo per la serie in CGI The Clone Wars. Il character designer di The Clone Wars ha tentato di replicare alcuni aspetti dei personaggi dalla serie in 2D in quella 3D.
Tartakovsky in un'intervista nel 2012 ha ammesso di essere preoccupato che la Lucasfilm dichiarasse Clone Wars non canonico, ma si è detto comunque orgoglioso di quello che ha fatto e quanto la microserie abbia influenzato i personaggi nelle successive opere.
Dopo l'acquisizione di Lucasfilm da parte della The Walt Disney Company, Clone Wars è stato sostituito nel nuovo canone da The Clone Wars, considerato uno degli "oggetti immobili" del franchise insieme ai film della saga.

## Distribuzione
La serie, iniziata il 7 novembre 2003 e conclusasi il 25 marzo 2005 (con diverse pause), è stata trasmessa da Cartoon Network e, pochi minuti dopo la messa in onda, era accessibile ai membri dell'Hyperspace, il fan club a pagamento del sito ufficiale di Guerre stellari. Pesantemente pubblicizzata dalla rete, Clone Wars è stata programmata prima dell'inizio della serata del venerdì, dove venivano trasmessi i cartoni dai maggiori ascolti.
In Italia la serie è stata trasmessa sulla versione locale di Cartoon Network dal 10 novembre 2003 (per quanto riguarda le prime due stagioni) e dal 2 al 6 maggio 2005 (per la terza stagione).
Il 2 aprile 2021 tutte le stagioni di Clone Wars sono state caricate su Disney+.

### Slogan promozionali
- "Begun the micro-series has"
- "Begun, The Clone Wars have"
  - "Iniziate, le guerre dei cloni sono"
- "The Revenge Begins"[18]
  - "La vendetta inizia"

### Edizioni home video
Nell'aprile 2005 è stato pubblicato il DVD Star Wars: Clone Wars - Volume uno, contenente i primi venti episodi della serie, legati assieme come un prodotto coeso da un'ora (sono quindi stati eliminati i titoli di testa e di coda di ogni singolo episodio) a cui è seguito, nel settembre 2005, il DVD Star Wars: Clone Wars - Volume due con i restanti episodi, anch'essi uniti in un unico blocco.

#### Volume Uno
- I primi venti episodi della serie (che formano così le prime 2 serie)
- Lingue e sottotitoli disponibili in: italiano, inglese, francese, spagnolo.
- Commento audio di Genndy Tartakovsky
- Easter egg
- Contenuti speciali:
  - Featurette
  - Speciale Clone Wars
  - Trailer de Star Wars: Episodio III - La vendetta dei Sith
  - Trailer di vari videogiochi e gallerie contenenti bozzetti e materiale pubblicitario

#### Volume Due
- I cinque episodi della terza serie
- Lingue e sottotitoli disponibili in: italiano, inglese, francese, spagnolo.
- Commento audio di Genndy Tartakovsky
- Contenuti speciali:
  - LEGO Star Wars: Revenge of the Brick, cortometraggio prodotto e creato dalla LEGO
  - Featurette
  - Speciale Connecting The Dots
  - Anteprima de Star Wars: Episodio III - La vendetta dei Sith
  - Trailer de Star Wars: Battlefront II e Star Wars: L'Impero in guerra
  - Gallerie contenenti bozzetti e materiale pubblicitario

## Accoglienza
La serie ha vinto due Premi Emmy: per il Miglior programma animato (di un'ora o più) nel 2004 e nel 2005, rendendola di fatto la prima serie trasmessa in internet a vincere tale premio.
Nel 2009 la serie è stata classificata al 21º posto nella lista delle Top 100 delle serie animate secondo IGN.

## Riconoscimenti
- Saturn Award[20]
  - 2004 – Candidatura per la miglior presentazione televisiva per le prime due stagioni
- Primetime Creative Arts Emmy Awards
  - 2004 – Miglior serie animata (di un'ora o più) per le prime due stagioni[2][21]
  - 2005 – Miglior serie animata (di un'ora o più) per la terza stagione[2][22]
  - 2005 – Miglior realizzazione individuale nell'animazione al disegnatore di sfondi Justin Thompson per la terza stagione[22]
- Annie Awards[20]
  - 2006 – Miglior produzione televisiva d'animazione per la terza stagione

## Merchandising
La serie ha generato diversi tipi di prodotti:
- Action figure, maquette e busti. La particolarità di questi sta nel fatto che le statue hanno le caratteristiche e il tratto tipico della serie, rendendole uniche nel loro genere.
- Fumetti; la Dark Horse Comics, visto il successo della serie, ha creato una serie a fumetti, strutturata in dieci volumi, contenente varie storie, che fungevano anche da tie-in alla serie e mantenevano stile e tono dei cartoni animati.
- DVD, prodotti in ritardo rispetto alla messa in onda, contengono le tre serie, corredate da commenti audio e contenuti speciali.